# Corydoras amphibelus
Corydoras amphibelus es una especie de pez de la familia Callichthyidae en el orden de los Siluriformes.

## Distribución geográfica
Se encuentran en Sudamérica: cuenca superior del río Amazonas.